# Lawdy Miss Clawdy
Lawdy Miss Clawdy – piosenka napisana przez Lloyda Price'a w 1952 roku. Elvis Presley wykonywał ją na żywo podczas swoich koncertów.